# Bilderbergconferentie 1996
De Bilderbergconferentie van 1996 werd gehouden van 30 t/m 2 juni 1996 in The Kingbridge Centre in King City (Ontario), Canada. Vermeld zijn de officiële agenda indien bekend, alsmede namen van deelnemers indien bekend. Achter de naam van de opgenomen deelnemers staat de hoofdfunctie die ze op het moment van uitnodiging uitoefenden.

## Agenda
- Status Report on the Alliance (statusrapport over de Alliantie)
- Former Yugoslavia (Voormalig Joegoslavië)
- Russia: Political Forces and Economic Prospects (Rusland: Politieke krachten en economische vooruitzichten)
- Europe: the Politics of EU Enlargement (Europa: De politieke kant van uitbreiding van de EU)
- Has Europe's Economy Run Out of Steam? (Is de vaart uit de Europese economie?)
- Will the Enlarged Union Survive EU's Success or Failure? (Zal de uitgebreide Unie het EU-succes of de -mislukking overleven?)
- The U.S. Agenda (De VS agenda)
- The Israeli Election (De verkiezingen in Israël)
- How and How Much Can the Western World Grow Economically? (Hoe en hoeveel kan de Westerse wereld economische gezien nog groeien?)
- WTO and the World Bank: Briefing (WHO en de Wereldbank: Terugkoppeling)
- Where is China Going? (Waar gaat China heen?)

## Deelnemers
- Nederland - Koningin Beatrix, staatshoofd der Nederlanden
- Nederland - Ernst van der Beugel, Nederlands emeritus hoogleraar Internationale Betrekkingen RU Leiden
- Nederland - Frits Bolkestein, Nederlands politicus VVD

1954 ·
1955 (1) ·
1955 (2) ·
1956 ·
1957 (1) ·
1957 (2) ·
1958 ·
1959 ·
1960 ·
1961 ·
1962 ·
1963 ·
1964 ·
1965 ·
1966 ·
1967 ·
1968 ·
1969 ·
1970 ·
1971 ·
1972 ·
1973 ·
1974 ·
1975 ·
(1976) ·
1977 ·
1978 ·
1979 ·
1980 ·
1981 ·
1982 ·
1983 ·
1984 ·
1985 ·
1986 ·
1987 ·
1988 ·
1989 ·
1990 ·
1991 ·
1992 ·
1993 ·
1994 ·
1995 ·
1996 ·
1997 ·
1998 ·
1999 ·
2000 ·
2001 ·
2002 ·
2003 ·
2004 ·
2005 ·
2006 ·
2007 ·
2008 ·
2009 ·
2010 ·
2011 ·
2012 ·
2013 ·
2014 ·
2015 ·
2016 ·
2017 ·
2018 ·
2019 ·
2020 ·
2021 ·
2022 ·
2023